# Festival de Bråvalla
O Festival de Bråvalla (em sueco:  Bråvalla festival; PRONÚNCIA APROXIMADA brô-vala) foi um festival anual de música, nos arrabaldes da cidade sueca de Norrköping, entre 2013 e 2017.
Desde 2014, foi o festival deste género que atraiu mais visitantes, tendo atingido os 56 000 espetadores. 
Devido ao elevado número de queixas de ”crimes sexuais” (sexbrott), foi decidido acabar com o festival, a partir de 2018.